# معبد خورهة
معبد خورهة (بالفارسية: نیایشگاه خورهه) هو معبد تاريخي يعود إلى عصر سلوقيون، ويقع في مقاطعة محلات‌.